# Laure Albin-Guillot
Laure Albin-Guillot, nata Laure Meifredy (Parigi, 14 febbraio 1879 – Parigi, 22 febbraio 1962) è stata una fotografa francese.

## Biografia
Figlia di Henri Nicolas e di Isabelle Virginie Mabilde, frequentò il liceo femminile Molière, aperto nel 1888. Nel 1897 sposò il dr. Albin-Guillot, ricercatore scientifico e collezionista di preparati microscopici. Infatti, influenzata dagli studi del marito, fece emergere la bellezza, invisibile ad occhio nudo, ma resa possibile con le microfotografie su autocromie, cioè sul processo additivo del colore. In questo modo realizzò una serie di immagini delle "preparazioni chimiche" microscopiche di cristallizzazioni e cellule vegetali a cui dette il nome di "micrographie".
Se la fotografia di Laure Albin-Guillot era in voga nella Francia tra le due guerre, la sua personalità rimane un enigma. Infatti, può apparire stravagante, bizzarro perfino paradossale, ma sono davvero molto poche le ricerche attorno a questa fotografa e al suo lavoro. Anche se le sue prime fotografie furono pubblicate nei primi anni Venti, fu durante i due decenni successivi che Albin-Guillot dominò l'ambiente fotografico. Pur rimanendo indipendente, i generi fotografici nei quali si distinse furono il ritratto, il nudo, il paesaggio, la natura morta e, in misura minore, la fotografia documentaria. In questi anni Venti, affascinata dal pittorialismo, cercò stimoli nel variegato mondo fotografico nel quale però era fondamentale la padronanza tecnica del mezzo fotografico assieme all'uso di elementi pittorici. Questo le permise nel 1922 di vincere la medaglia d'oro al concorso della Revue Francaise de Photographie e tre anni dopo tenne la sua personale, le cui opere furono pubblicate sulle riviste Vu e "Arts et Métiers graphiques".
Contemporaneamente, debuttò nella moda, tramite collaborazioni stabili con le riviste Le Jardin des modes, Femina, "L'Officiel de la couture et de la mode", Vogue. Furono i prodotti di lusso, come ad esempio orologi, gioielli e la moda, per i quali creò immagini dirette, visivamente efficaci. Furono altresì numerose le pubblicità che produsse per l'industria cosmetica e farmaceutica, settori all'epoca molto in voga.
Dopo la morte del marito, avvenuta nel 1929, aprì il proprio studio. Per vivere realizzò numerosi ritratti di noti personaggi della cultura, dello spettacolo, del cinema, dell'arte e della buona borghesia parigina, tra i quali figurano André Gide, Paul Valéry, Jean Cocteau, Colette, Anna de Noailles, Jacques-Émile Ruhlmann. Tra le due guerre, la produzione artistica, specialmente in Europa, produsse una notevole e variegata mole di stravolgimenti culturali e di correnti autoriali, mentre il lavoro della fotografa francese sembrò probabilmente controcorrente, in quanto ella apparve forse più emblematicamente come l'essenza, l'incarnazione del classicismo che all'epoca fu molto osannato. Potremmo mettere in risalto, tra le sue opere più significative, la serie di nudi maschili realizzatii per "La Deesse Cypris" di Henry de Montherlant (1932), in cui le immagini fortemente ritagliate nelle quali i nudi maschili riempiono l'intera inquadratura ed accompagnano il testo dell'autore sulla sensualità. Nel 1933, la fotografa collaborò con il poeta Paul Valéry per il volume "Narciso", nel quale rappresentò soggetti erotici.
Il rapporto con Valéry si protrarrà negli anni nel corso dei quali le sue foto illustreranno altri volumi del poeta. A questo proposito si aprì una discussione attorno alla considerazione che Valery avesse della fotografia sulla quale sia Roland Barthes che Susan Sontag sembra che ne sottovalutassero l'importanza che il poeta vide nel nuovo medium, rivalutato invece negli studi di Valerio Magrelli. Va rilevato, infine, ma non secondariamente, che è stata, negli anni Trenta, una dei rari fotografi ad avvicinarsi al nudo maschile in un ambito specifico che non fosse quello sportivo o allegorico. Dopo la seconda guerra mondiale, proseguì il lavoro come ritrattista fino al suo ritirò per anzianità nel 1956 presso la Maison Nationale des Artistes a Nogent-sur-Marne.
Nei decenni che seguirono alla sua morte, il suo ricordo andò affievelendosi. Anche per questo motivo nel 2013 le è stata dedicata una retrospettiva, suddivisa in quattro parti che riassumono la sua vita e la sua storia, dal titolo "Laure Albin-Guillot: The Question of Classicism" presso la Galleria nazionale dello Jeu de Paume a Parigi, comprese le immagini edite nel 1931 col titolo di "Microphotographie décorative", quale omaggio al marito e che ebbero una vasta eco.
La mostra presentata alla Galleria nazionale dello Jeu de Paume ha riunito una significativa collezione di 200 stampe e libri originali, riviste e documenti dell'epoca provenienti da collezioni pubbliche e private, come la Parisienne de Photographie, il Musée National d'Art Moderne, la Biblioteca nazionale di Francia, il Museo Nicéphore Niepce e il Musée Français de la Photographie di Bièvres. Inoltre, un numero imponente di stampe e documenti originali provenivano dalle collezioni dell'Agenzia Roger-Viollet, che acquisì in blocco quanto conteneva lo studio di Laure Albin-Guillot nel 1964. Questo archivio, divenuto accessibile, appartiene alla città di Parigi. L'archivio fotografico si compone di 52 000 negativi e 20 000 stampe.

## Volumi illustrati
- Paul Valéry - Narcisse (1936)
- Paul Valéry - Cantate du Narcisse (1941)
- Paul Valéry - Arbres (1943)
- Pierre Louÿs - Le canzoni di Bilitis (1937)
- Henry de Montherlant - La Déesse Cypris (1946)
- Illustrazioni per le Préludes di Claude Debussy (1948)